# Ernst Berger
Ernst Berger (Basilea, 26 de febrero de 1928 - ibíd., 24 de marzo de 2006) fue un arqueólogo y director de museo suizo.

## Biografía
Ernst Berger era hijo del político demócrata cristiano Fritz Berger. Hizo sus estudios en la Universidad de Basilea a partir de 1948 y después en la Universidad de Múnich a partir de 1951. Hizo su doctorado bajo la dirección de Ernst Buschor: trabajó en el frontón este del Partenón. Gracias a una beca del Instituto Arqueológico Alemán, viajó a Italia, Libia, Egipto y Turquía. Después residió en el Instituto suizo de Roma.
Trabajó para la colección de antigüedades de la ciudad de Kassel, antes de ser nombrado en octubre de 1961 conservador del museo de las antigüedades de su ciudad natal. Trabajó también en la constitución de una colección completa de moldes de las esculturas del Partenón para la Skulpturhalle de Basilea, transformándola en lugar central de la investigación sobre este edificio antiguo.

## Publicaciones
- Parthenon-Ostgiebel. Vorbemerkungen zu einer Rekonstruktion. Bouvier, Bonn 1959
- Das Basler Arztrelief. Studien zum griechischen Grab- und Votivrelief um 500 v. Chr. und zur vorhippokratischen Medizin. Philip von Zabern, Maguncia 1970
- Parthenon-Kongress Basel. Referate und Berichte 4. bis 8. April 1982. (dir.) Philip von Zabern, Maguncia 1984
- Der Parthenon in Basel: 1. Dokumentation zu den Metopen. Philip von Zabern, Maguncia 1986
- Der Parthenon in Basel: Dokumentation zum Fries. Philip von Zabern, Maguncia 1996
- Antike Kunstwerke aus der Sammlung Ludwig. (dir.) 3 tomos. Philip von Zabern, Maguncia 1979–1990
- Der Entwurf de los Künstlers. Bildhauerkanon in der Antike und Neuzeit. (dir.) Ausstellungskatalog Antikenmuseum Basel und Sammlung Ludwig. Antikenmuseum Basel und Sammlung Ludwig, Basilea 1992